# ویکرز ویرجینیا
ویکرز ویرجینیا(به انگلیسی: Vickers Virginia) یک بمب‌افکن سنگین دوباله متعلق به نیروی هوایی سلطنتی بریتانیا بود که از توسعه هواپیمای ویکرز ویمی ساخته شد.

## اپراتورها
بریتانیا
- نیروی هوایی سلطنتی [۱]

## مشخصات فنی (ویرجینیا ایکس)
داده‌ها از The British Bomber since 1914 
ویژگی‌های عمومی
- خدمه: چهار
- طول: ۵۲ فوت ۳ اینچ (۱۵٫۹۳ متر)
- پهنای بال: ۸۷ فوت ۸ اینچ (۲۶٫۷۲ متر)
- ارتفاع: ۱۸ فوت ۲ اینچ (۵٫۵۴ متر)
- مساحت بال‌ها: ۲٬۱۷۸ فوت مربع (۲۰۲٫۳ متر مربع)
- وزن خالی: ۹٬۶۵۰ پوند (۴٬۳۷۷ کیلوگرم)
- وزن ناخالص: ۱۷٬۶۰۰ پوند (۷٬۹۸۳ کیلوگرم)
- پیشرانه: ۲ عدد موتور ۱۲ سیلندر دابلیو شکل با خنک کننده آبی Napier Lion VB, ۵۸۰ اسب بخار (۴۳۰ کیلووات)  در هر موتور

عملکرد
- حداکثر سرعت: ۱۰۸ مایل بر ساعت (۱۷۴ کیلومتر بر ساعت، ۹۴ گره) در ۵٬۰۰۰ فوت (۱٬۵۰۰ متر)
- بُرد: ۹۸۵ مایل (۱٬۵۸۵ کیلومتر، ۸۵۶ مایل دریایی)
- حداکثر ارتفاع: ۱۳٬۸۰۰ فوت (۴٬۲۰۰ متر)
- زمان اوج‌گیری: ۱۰ دقیقه تا ۵٬۰۰۰ فوت (۱٬۵۰۰ متر)

تسلیحات

- اسلحه‌ها: ۳ × .۳۰۳ اینچی (۷٫۷ میلی متری) مسلسل ویکرز
- بمب‌ها: ۳٬۰۰۰ پوندی (۱٬۳۶۰ کیلوگرمی)

## همچنین ببینید
توسعه مرتبط
- ویکرز ویکتوریا

فهرست‌های مرتبط
- List of aircraft of the Royal Air Force